# NK Celje
O Nogometni klub Celje, mais conhecido como NK Celje é uma equipe eslovena de futebol com sede em Celje. Disputa a PrvaLiga, a primeira divisão de futebol da Eslovênia. É a equipe, junto com o NK Maribor, com o maior número de participações na PrvaLiga, disputando-a desde a sua formação em 1991.
Seus jogos são realizados na Arena Petrol, que possui capacidade para 13.006 espectadores.

## História
O clube foi fundado no dia 28 de dezembro de 1919 como SK Celje. Logo após a Segunda Guerra Mundial, em 1946, o clube mudou de nome para NK Kladivar. Na temporada de 1963-64, o Kladivar viveu seu período de maior sucesso até então. Eles se classificaram para a Yugoslav Second League, a segunda divisão Iugoslava, após serem campeões da Slovenian Republic League de 1963-64, e venceram a Slovenian Republic Cup de 1963.
Em 1992, um ano após a Eslovênia ter obtido sua independência da Iugoslávia, o clube foi renomeado como NK Publikum, devido a razões de patrocínio. Na temporada 1993-94, o eles estrearam em competições europeias, enfrentando o Odense, da Dinamarca, na fase preliminar da Taça das Taças. Entretanto, eles foram eliminados pelo placar agregado de 1 a 0.
A equipe chegou a final da Copa da Eslovênia em 1993 e 1995, mas perdeu nas duas ocasiões, sendo derrotado por Olimpija Ljubljana e NK Mura, respectivamente. Em 2003, a equipe disputou o título da liga com o NK Maribor até as duas últimas rodadas, mas terminou o campeonato na segunda colocação.[carece de fontes?] Na mesma temporada, a equipe perdeu a final da Copa da Eslovênia, novamente contra o Olimpija Ljubljana. Dois anos depois, em 2005, o clube chegou a final da copa pela quarta vez e, pela primeira vez, conquistou o título, após vencer o ND Gorica por 1 a 0 jogando em casa, na Arena Petrol. Eles chegaram novamente a final da copa no ano seguinte, mas perderam a partida nos pênaltis para o Koper.[carece de fontes?]
Em 2007, o clube foi renomeado como NK Celje, após mudanças no pessoal e na área organizacional do clube.
Em 2020, o Celje conquistou seu primeiro título nacional após ser campeão da PrvaLiga de 2019–20.

## Elenco atual
Atualizado em 20 de setembro de 2020.
Nota: Bandeiras indicam equipe nacional, conforme definido pelas regras de elegibilidade da FIFA. Os jogadores podem ter mais de uma nacionalidade não-FIFA.
| N.º |                      | Posição | Jogador                |
| --- | -------------------- | ------- | ---------------------- |
| 1   | Eslovénia            | G       | Metod Jurhar           |
| 3   | Eslovénia            | D       | Dušan Stojinović       |
| 4   | Croácia              | D       | Josip Čalušić          |
| 6   | Eslovénia            | M       | Nino Pungaršek         |
| 7   | Eslovénia            | D       | Denis Štraus           |
| 9   | Eslovénia            | A       | Mitja Lotrič (Capitão) |
| 10  | Eslovénia            | M       | Jakob Novak            |
| 11  | Eslovénia            | A       | Luka Kerin             |
| 12  | Eslovénia            | G       | Stefan Moćić           |
| 13  | Eslovénia            | M       | Matic Vrbanec          |
| 14  | Bósnia e Herzegovina | A       | Mićo Kuzmanović        |
| 15  | Eslovénia            | D       | Amadej Brecl           |
| 17  | Eslovénia            | M       | Lan Štravs             |
| 19  | Eslovénia            | A       | Gašper Koritnik        |

| N.º |                      | Posição | Jogador                                     |
| --- | -------------------- | ------- | ------------------------------------------- |
| 20  | Eslovénia            | D       | Žan Flis                                    |
| 21  | Eslovénia            | M       | Domantas Antanavičius                       |
| 22  | Eslovénia            | G       | Matjaž Rozman                               |
| 23  | Eslovénia            | M       | Žan Benedičič                               |
| 24  | Croácia              | A       | Ivan Božić (emprestado do Dinamo Zagreb II) |
| 25  | Moldávia             | D       | Denis Marandici                             |
| 29  | Croácia              | A       | Dario Vizinger                              |
| 30  | Eslovénia            | D       | Žan Zaletel                                 |
| 44  | Eslovénia            | A       | Stian Džumhur                               |
| 50  | Eslovénia            | M       | Rok Štraus                                  |
| 55  | Croácia              | A       | Filip Dangubić                              |
| 77  | Eslovénia            | A       | Tom Kljun                                   |
| 88  | Rússia               | M       | Valentin Zekhov                             |
| 97  | Bósnia e Herzegovina | D       | Advan Kadušić                               |

## Títulos
Liga nacional
- PrvaLiga (a partir de 1991)

Campeão (1): 2019–20;
Vice-campeão (2): 2002–03, 2014–15;
- Slovenian Republic League (1920–1991)

Campeão (1): 1963–64;
Vice-campeão (6): 1936–37, 1950, 1959–60, 1960–61, 1970–71, 1973–74;
Copa
- Copa de Eslovênia (a partir de 1991)

Campeão (2): 2004–05, 2024–25;
Vice-campeão (8): 1992–93, 1994–95, 2002–03, 2005–06, 2011–12, 2012–13, 2014–15, 2015–16;
- Slovenian Republic Cup (1953–1991)

Campeão (1): 1963